# Krvavi dijamant
Krvavi dijamant, konfliktni dijamant ili ratni dijamant su izrazi koji se rabe za dijamante koji se iskapaju u ratnim zonama i čijom se prodajom financiraju oružane pobune kao i ostanak na vlasti pojedinih diktatora i gospodara rata. Takvi su slučajevi najčešći u  Africi gdje se nalaze 2/3 svjetskih nalazišta dijamanata.

## Povijest

### Angola
Angola je postigla svoju neovisnost od Portugala nakon građanskog rata 11. studenoga 1975. Iako su se izborile za neovisnost Popular Movement for the Liberation of Angola (MPLA) te the National Liberation Front of Angola (FNLA) borile su se u građanskom ratu između 1974. – 2001. Između 1992. – 1998. UNITA je prodala dijamante u vrijednosti 3,72 milijarde američkih dolara, (čime je prekršila Sporazum iz Bicessea )kako bi financirala svoj rat s vladom.
UN je prepoznao ulogu koju su igrali dijamanti za vrijeme pobuna koje je vodila UNITA te je 1998. Vijeće Sigurnosti rezolucijama 1173 i 1176 zabranila kupovanje dijamanata iz Angole.
Rezolucija 1173 je bila prva rezolucija UN-a gdje se izričito spominju dijamanti u kontekstu financiranja ratova. Procjenjuje se po izvješćima da je oko 20% ukupne proizvodnje bilo za nezakonite svrhe a 19% izričito „konfliktno“ po prirodi.Oko 1999.  Svjetsko vijeće za dijamante je procijenilo da je nezakonita trgovina dijamantima oko 3.06% ukupne svjetske proizvodnje dijamanata. Svjetsko vijeće za dijamante  je izvijestilo da je oko 2004 t taj postotak pao na oko 1%.
Unatoč Rezoluciji UN-a ,UNITA je mogla nastaviti trgovinu dijamantima bilo prodajom bilo trampom. UN je uputio kanadskog veleposlanika Roberta Fowlera kako bi to istražio. Godine 2000. on je napisao izviješće u kojem je naveo organizacije, države i pojedince upetljane u tu trgovinu. Ovo izviješće je dovelo do povezivanja dijamanata sa sukobima u zemljama trećeg svijeta te vodilo Rezoluciji 1295 UN-a kao i Kimberley Process Certification Scheme.

### Liberija i Sierra Leone
Od 1989. do 2001. Liberija je bila upetljana u građanski rat. Godine 2000, UN je optužio liberijskog predsjednika  Charlesa Taylora  za potporu Revolutionary United Front (RUF) u pobuni i Sierra Leoneu s oružjem i obukom u zamjenu za dijamante. Godine 2001 UN je uveo sankcije na Liberijsku trgovinu dijamantima. U kolovozu 2003 Taylor je odstupio s mjesta predsjednika, te zatim prognan u Nigeriju. Sada mu se sudi u Den Haagu. 21. srpnja 2001. on je porekao svoju krivnju za zločine protiv čovječnosti i ratne zločine. Otprilike u isto doba Al Qaida je 1998. bombardirala veleposlanstvo SAD-a u Tanzaniji,navodno s oružjem iz Liberije te su neke od njenih sredstava zamrznuta.
Postignuvši ponovno mir, Liberija nastoji izgraditi legitimnu industriju iskapanja dijamanata. UN je ukinuo sankcije Liberiji te je ona danas članica Kimberley procesa.

### Obala Bjelokosti
Obala Bjelokosti počela je razvijati industriju dijamanata u ranim 1990-tim. Državni udar je srušio vladu 1999., započevši građanski rat. Zemlja je postala ruta za izvoz dijamanata iz Liberije i ratom podijeljenog Sierra Leonea. Strana ulaganja su se počela povlačiti iz Obale Bjelokosti. Kako bi prekinula nezakonitu trgovinu, država je prekinula sva iskapanja dijamanata, a Vijeće Sigurnosti zabranilo u potpunosti izvoz dijamanata iz Obale Bjelokosti u prosincu 2005. Unatoč UN-ovima sankcijama nezakonita trgovina dijamantima još uvijek postoji u toj zemlji. Nebrušeni dijamanti se izvoze van zemlje u susjedne države i međunarodna trgovačka središta preko sjevernog dijela zemlje koji nadzire  Forces Nouvelles, politička grupacija koja rabi te dijamante za naoružavanje.

### Demokratska Republika Kongo
Demokratska Republika Kongo (nekada zvana Zair) je patila od brojnih građanskih ratova tijekom 1990-tih, ali je postala članica Kimeberley procesa i sada izvozi oko 8% svjetskih dijamanata. Jedan od De Beers-ovih najslavnijih i dragocjenijih dijamanata 200-karatna Zvijezda tisućljeća je otkriven u DRK i prodan De Beers-u za vrijeme građanskog rata sredinom 1990-tih

### Republika Kongo
Republika Kongo je bila izbačena iz Kimberley procesa godine 2004.  jer je unatoč tomu što nije imala službenu dijam<ntnu industriju izvozila velike količine dijamanata čije podrijetlo nije objašnjeno. Također je optužena za krivotvorenje svjedodžbi o podrijetlu. Ponovno je primljena u članstvo 2007.

### Zimbabve
Dijamanti iz Zimbabvea se ne smatraju krvavima dijamantima od strane Kimberley procesa.
U prošlosti kaotična proizvodnja na Marange dijamantnima poljima i krijumčarenje su uzrokovali nadzor Svjetskog vijeća za dijamante. U srpnju 2010 Kimberley proces se složio da dijamanti potekli iz Marange dijamantnih polja se mogu prodavati na međunarodnom tržištu. Nakon izvješća mjesec dana ranije u kojem su ti dijamanti opisani kao ne-konfliktni.

## Kampanja protiv krvavih dijamanata
Globalni svjedoci je bila jedna od prvih organizacija koja je uspostavila vezu između dijamanata i sukoba u Africi 1998. u svom izvješću zvanom "A Rough Trade" ("gruba trgovina"). S donošenjem rezolucije 1173 Vijeća sigurnosti iz 1998, UN je utvrdio vezu dijamanata s financiranjem ratova. Fowlerovo izviješće iz 2000. opisalo je podrobno kako je NUPNA financirala svoj rat te je u svibnju vodilo do rezolucije 1295 VS.

### Kimberley Proces svjedodžbe sheme
19. srpnja 2001 Svjetsko vijeće za dijamante je usvojilo rezoluciju kojom se ojačava mogućnost dijamantne industrije u blokiranju prodaje konfliktnih dijamanta. Rezolucija je zatražila međunarodni sustav svjedodžbi za uvoz i izvoz dijamanata, zakonodavne mjere u svim zemljama koje bi prihvaćale samo službeno označene pakete dijamanata.Također se predviđaju zakonske sankcije za sve sudionike trgovine krvavima dijamantima, te službenu zabranu pristupa burzi dijamanata svima kojima je utvrđeno da su trgovali takvim dijamantima. Kimberly Proces su vodile same afričke zemlje koje proizvode dijamante.
17.siječnja 2001. dijamantna industrija je osnovala organizaciju zvanu Svjetsko vijeće za dijamante. Ovo novo tijelo je zacrtalo novi proces po kojem svi nebrušeni dijamanti bi trebali biti posvjedočeni da dolaze iz izvora gdje nema sukoba.
Kimberley Proces je dobio odobrenje od UN-a 13. ožujka 2002 na 96. plenarnoj sjednici te je u studenom, nakon dvogodišnjih pregovora između vlada, proizvođača dijamanta te nevladinih organizacija stvoren Kimberley proces.

### Transparentnost
Kimberley proces povećava transparentnost vlada na tržištu dijamanata prisiljavajući ih na čuvanje zapisa o dijamantima koje izvoze i uvoze te koliko vrijede. Ovo prikazuje vladine financije tako da ih se može smatrati odgovornima za to koliko za dobrobit stanovništva zemlje.

## Američki propisi
18. siječnja 2001 Bill Clinton je izdao izvršnu zapovijed 13194 kojom se zabranjuje izvoz nebrušenih dijamanata iz Sierra Leonea u SAD u skladu s odlukama UN-a.
22. svibnja 2001. George W. Bush izdao je izvršnu zapovijed 13213 kojom zabranjuje uvoz nebrušenih dijamanata iz Liberije i Sierra Leonea u SAD. Liberija je proglašena od strane UN-a kao protočni kanal za krvave dijamante iz Sierra Leonea.

SAD su 25. travnja 2003 donijele  Zakon o čistoj trgovini dijamantima te ga usvojile 29. srpnja 2003.
Tim zakonom je instalirano zakonodavstvo kojim se Kimberley proces implementira u zakonodavstvo SAD-a. Implementacija ovog zakona je bila ključna za uspjeh procesa jer je SAD najveći svjetski potrošač dijamanata.

## Kanadski propisi
Tijekom 1990-tih područja bogata dijamantima su bila otkrivena u Sjevernoj Kanadi. Kanada je jedan od ključnih igrača u industriji dijamanata. Partnerstvo Afrika-Kanada je stvoreno 1986. s ciljem pomaganju u afričkoj krizi. Ova organizacija je također dio „Dijamantne razvojne inicijative“. Dijamantna razvojna inicijativa pomaže poboljšanju i regulaciji zakonite industrije dijamantima.

## U popularnoj kulturi
Podrijetlo Kimberly Procesa prikazano je u filmu Krvavi dijamant redatelja Eda Zwicka iz 2006. godine. Film je pomogao u razotkrivanju kontroverzi vezanih za krvave dijamanate i doveo do svjesnosti diljem svijeta o užasima u zapadnoj Africi vezanoj za trgovinu dijamantima.
Film Umri drugi dan iz serijala o Jamesu Bondu rabi krvave dijamante (nazvane "dijamanti sukoba") kao središnju radnju kroz film.
Pjesma Kanyea Westa "Diamonds from Sierra Leone" s albuma Late Registration govori o trgovini dijamantima.